# Margaret Masterman
Pour les articles homonymes, voir Masterman.
Margaret Masterman (4 mai 1910 – 1er avril 1986) est une linguiste et philosophe britannique, principalement connue pour son travail de pionnière dans le domaine de la linguistique informatique et en particulier de la traduction automatique. Elle a fondé l'unité de recherche linguistique de Cambridge.

## Biographie
Margaret Masterman est née à Londres le 4 mai 1910 de Charles Masterman, homme politique, et de Lucy Blanche Lyttelton, femme politique, poétesse et écrivaine. En 1932, elle épouse Richard Bevan Braithwaite, un philosophe. Ils ont eu un fils et une fille.

## Œuvre
Margaret Masterman est l’un des six étudiants du cours de Wittgenstein de 1933 à 1934 dont les notes ont été compilées sous le titre Cahier bleu. En 1955, elle fonde et dirige le Cambridge Language Research Unit (CLRU), qui est d'abord un groupe de discussion informel et devient ensuite un grand centre de recherche en linguistique informatique. Au Newnham College, à Cambridge, elle étudie les langues modernes, puis les sciences morales (comme l'on appelle alors la philosophie). L'unité de recherche linguistique de Cambridge est installée dans un petit immeuble remarquable appelé Adie's Museum, abritant de l'art extrême-oriental : les murs recèlent de petites sculptures bouddhistes et ses portes sont sculptées. Pendant vingt ans, il est source de recherches importantes dans le domaine de la traduction automatique, de la linguistique informatique et de la physique quantique, bien qu'il soit en dehors des structures universitaires officielles de Cambridge. Il est financé par des subventions d'agences américaines (AFOSR, ONR, NSF), d'agences gouvernementales britanniques (OSTI) et, plus tard, de fonds européens au Luxembourg. Ses installations informatiques sont primitives - un ordinateur démodé ICL 1202 - et la plupart de ses calculs les plus sérieux sont effectués soit sur la machine de l'université de Cambridge, dans le Laboratoire de Mathématiques -, soit pendant des visites sur des sites situés aux États-Unis. On peut mesurer l'impact de cette structure par le fait que, malgré un effectif ne dépassant jamais dix personnes, trois récompenses annuelles de la Lifetime Achievement Awards décernées par l’Association for Computational Linguistics des États-Unis ont été attribuées à des membres de la CLRU : Martin Kay (en), Karen Spärck Jones et Yorick Wilks (en).
Margaret Masterman est en avance sur son temps de près de vingt ans : nombre de ses convictions et propositions de traitement du langage par ordinateur font désormais partie du fond commun d’idées dans les domaines de l’intelligence artificielle et de la traduction automatique. Son apport n’a jamais été reconnu de manière adéquate car ces principes étaient inacceptables lorsqu’elle les a publiées. Ainsi, quand ils ont été rédigés plus tard par ses étudiants ou « re-découverts » de manière indépendante, ils ne lui ont pas été attribués, d'autant plus que dans ces domaines tout ce qui a plus de dix ans n'est que peu relu. On note pourtant la première utilisation de la notion de réseau sémantique dans ses écrits.
Sa conviction sur le traitement du langage est qu’il doit refléter la cohérence du langage et sa redondance en tant que signal. Cette idée est un héritage partiel de l’ancienne vision du langage en tant que « information théorique » : pour elle, cela signifie que les processus d’analyse du langage doivent prendre en compte ses structures répétitives et redondantes. Un écrivain répète la même chose encore et encore de différentes façons et c'est ainsi qu'il réussit à supprimer les ambiguïtés du signal. Cela la pousse parfois à exagérer la redondance réelle et explicite qu’elle trouve dans des vers rythmiques et répétitifs et à affirmer que l’anglais normal serait comme ça si seulement nous pouvions le percevoir correctement.
Cela la conduit par la suite à attribuer un rôle clé au rythme, à l'accentuation, aux périodes entre deux respirations et aux limites qu’ils imposent au texte et aux processus de compréhension. En gros, elle affirme que les langues sont ce qu'elles sont, du moins en partie, parce qu'elles sont émises par des créatures qui respirent à des intervalles assez réguliers. On comprend pourquoi de telles affirmations ne sont pas recevables alors même que Chomsky est prééminent dans les études linguistiques. Cependant, elle ne donnera jamais de critères systématiques superficiels permettant d'identifier les périodes de respiration et les schémas d'accentuation, ou de les réduire à d'autres critères tels que la syntaxe ou la morphologie, et elle ne s'impliquera pas non plus dans la physique des schémas vocaux. Ses points de vue sur l'importance de la sémantique dans le traitement du langage (qu'elle continue à défendre pendant les années 1951-1966 ou est largement acceptée la syntaxe de Chomsky) ont été fortement influencés par les travaux de RH Richens (en) sur la classification et la description au moyen d'un langage de primitives sémantiques ayant leur propre syntaxe. 
Celles-ci, ainsi que les correspondances possibles entre un modèle sémantique et un texte, ont été développées dans des programmes informatiques, ce qui pourrait nous faire supposer qu'elle croyait en l'existence de primitives sémantiques au sens de Katz ou de Schank. Rien n’est plus éloigné de la vérité : elle était beaucoup trop sceptique quant à la capacité de tout sous-langage ou logique limités à assumer le rôle de la langue tout entière. Elle a toujours soutenu que les primitives sémantiques n’auraient de sens que s’il existait des critères empiriques permettant de les découvrir et une théorie leur permettant de développer eux aussi exactement la polysémie de tout langage évolué ou naturel ; et elle a toujours insisté sur le rôle fonctionnel des primitives dans, par exemple, la résolution de l'ambiguïté du sens et en tant qu'interlingua pour la traduction automatique.
Elle espère que la solution du problème de l'origine des primitives sémantiques résiderait soit dans des procédures de classification empiriques opérant sur des textes réels (comme certains parlent maintenant de dériver des primitives par un apprentissage des connexions), ou par une formalisation théorique de la structure des thésaurus, qui pour elle pourrait expliquer certaines structures sous-jacentes des relations sémantiques dans un langage naturel : une théorie selon laquelle les «primitives» émergeraient naturellement en tant que classification des thésaurus. Pendant quelques années, avec ses collègues, elle explore la théorie du réseau en tant que structure formelle sous-jacente à de tels thésaurus.
De la période où Michael Halliday, en tant que maître de conférences en chinois à Cambridge, est son collègue à la CLRU, elle retient l'idée que la théorie syntaxique est essentiellement sémantique ou pragmatique, que ce soit dans ses catégories et leurs définitions fondamentales, ou en tant que principe organisateur de l'information sémantique. Elle a été la première chercheuse en IA à être influencée par Halliday, bien avant Terry Winograd. Elle se préoccupe longuement de la nature et de la fonction des idéogrammes chinois, car elle estime qu'ils clarifient de manière empirique les problèmes que Wittgenstein a dû résoudre dans son concept de vérité. Cela l’amène à exagérer la généralité des principes des idéogrammes et à considérer que l'anglais ressemble au chinois, si on le visualise correctement, avec ses atomes de signification. C’est un point de vue qui ne trouve que peu de sympathie dans les courants linguistiques ou informatiques dominants de l’époque.
Sa principale création en 1953 est l’Unité de recherche linguistique de Cambridge, à partir d’un groupe de discussion informel dont les membres sont très hétérogènes et qui s'intéressent au langage du point de vue philosophique et informatique. De ce fait, la tentative de créer des programmes de traitement du langage reposant sur une base philosophique solide est un trait distinctif des travaux de l’Unité. Cette approche du traitement du langage, et la forme particulière qu’elle prend en utilisant un thésaurus comme le moyen principal de mener des opérations sémantiques, sont probablement considérées comme les principales contributions de l’Unité au domaine dans son ensemble, et c’est Margaret Masterman qui en est à l'origine. Sa vision du traitement du langage et de ses possibilités est remarquable à une époque où les ordinateurs sont très rudimentaires: en effet, une grande partie du travail de la CLRU doit être effectuée sur les prédécesseurs des ordinateurs, à savoir les machines à cartes perforées Hollerith.
De même, la détermination de Margaret Masterman à créer et à maintenir l’Unité est frappante : loin de nos temps actuels ou l'intelligence artificielle et des ordinateurs personnels très puissants sont disponibles sur le marché, les ressources financières et les ressources techniques nécessaires pour effectuer des expériences réelles sur le traitement du langage sont difficiles à obtenir. Cet effort soutenu de collecte de fonds pendant des décennies où il est difficile d’obtenir le soutien du public pour ce type de travail parle pour la persévérance et le charme de Margaret Masterman. Peut-être que le meilleur commentaire sur l'initiative de Margaret Masterman de se lancer dans la recherche en traitement du langage, et plus particulièrement dans les travaux de traduction automatique, provient d'une source quelque peu inattendue.
La traduction automatique, après une période initiale de grands espoirs, est abandonnée en 1966 par les organismes de financement qui voient peu de résultats. Après 25 ans de recherche sur l'intelligence artificielle, dans son discours à l'American Association for Artificial Intelligence en 1985, Woody Bledsoe, son président et l'un des leaders de longue date du secteur, déclare à propos des personnes ayant tenté de faire de la traduction automatique dans les années cinquante et soixante: « Ils ont peut-être échoué, mais ils avaient raison d'essayer; nous avons beaucoup appris de leurs tentatives ». Ce qu'elle et le CLRU essayent de faire est bien en avance sur leur temps : résoudre les problèmes fondamentaux en utilisant les ordinateurs de l'époque, qui avaient la capacité d'une montre-bracelet numérique moderne. L’Unité publie abondamment sur les langues et les sujets connexes, notamment la recherche d’informations et la classification automatique. Pendant plus de dix ans, la présence de l'Unité est une influence de terrain, et met l'accent sur les problèmes sémantiques fondamentaux de la compréhension des langues. 
Margaret Masterman rejette ceux qui pensent que l'essentiel est l'analyse syntaxique, ou qu'une analyse complète est nécessaire avant toute autre chose. Maintenant que la sémantique du langage est considérée comme un élément fondamental de sa compréhension par la machine, les idées du CLRU semblent curieusement modernes. La principale contribution de Margaret Masterman à la vie du CLRU est la stimulation intellectuelle qu'elle donne à ses recherches, et par là même à la communauté plus vaste du traitement du langage naturel: elle a des idées diverses et parallèles qui l’amènent par exemple au thésaurus en tant que moyen d’exécuter de nombreuses tâches de traitement du langage distinctes, telles que l’indexation et la traduction. L'accent mis par Margaret Masterman sur les algorithmes et sur leur test est essentiel pour le développement des travaux de la CLRU sur le traitement du langage;
Les recherches sérieuses de la CLRU s’arrêtent en 1978. Margaret Masterman tente de les redémarrer en 1980 avec William Williams  dans l’espoir que la nouvelle génération de micro-ordinateurs puisse être utilisée pour développer ses algorithmes de traduction en langage naturel. Margaret Masterman achète deux ordinateurs North Star Horizon à Intelligent Artefacts (voir ST Robotics ). Le langage de programmation Forth, écrit par David Sands y est installé et utilisé par divers étudiants de l'Université de Cambridge qui programment les algorithmes de Margaret Masterman. À cette époque, son approche en matière de traduction en langage naturel consiste à scinder une phrase en groupes « entre deux respirations ». Chaque groupe entre deux respirations ayant une signification unique, il peut être traduit dans la langue cible et la phrase cible reconstituée à l'aide des groupes traduits. 
Margaret Masterman est également l'une des cofondatrices du Lucy Cavendish College et sa première vice-présidente (1965-1975). Elle est la petite-nièce de Lucy Cavendish. Elle est également l'une des fondatrices et l'inspiratrice principale du groupe des philosophes de l'Épiphanie, un groupe qui partage certains membres avec la CLRU et qui se consacre à l'étude des relations entre science et religion et des formes de pratique religieuse.
En 1965, Margaret Masterman fait une communication intitulée « La nature d’un paradigme » lors du quatrième colloque international sur la philosophie des sciences, à Londres. Elle mène une critique textuelle détaillée du livre de Thomas S. Kuhn, The Structure of Scientific Revolutions (1962), le qualifiant de «à la fois scientifiquement perspicace et philosophiquement obscur». Masterman fait l'éloge de Kuhn comme étant «l'un des philosophes des sciences les plus remarquables de notre époque» et son concept de paradigmes comme étant «une idée fondamentale nouvelle dans la philosophie des sciences». Elle critique Thomas Kuhn pour son utilisation vague et incohérente du concept de «paradigme», soulignant qu'il est utilisé dans au moins 21 sens différents, qui peuvent être résumés en trois groupes : métaparadigmes, paradigmes sociologiques et artefacts ou paradigmes de construction. Masterman remarque que les critiques de Kuhn en philosophie des sciences ne traitent que de métaparadigmes et explore les perspectives et les implications des différentes conceptions. Cette critique est acceptée par Thomas Kuhn et est instrumentale dans son passage du concept de «Paradigme» au concept d'«Incommensurabilité».